# 노경민
노경민(한국 한자: 魯京旻, 1987년 11월 1일 ~ )은 대한민국의 전 축구 선수이며, 포지션은 수비수였다.